# Aslı Kalaç
Aslı Kalaç est une joueuse de volley-ball turque née le 13 décembre 1995. Elle mesure 1,83 m et joue au poste de centrale. 

## Biographie
Elle obtient sa première sélection le 9 août 2013 à Hong Kong contre l'Argentine.

## Clubs
| Club                 | De        | À         |
| -------------------- | --------- | --------- |
| Yeşilyurt Istanbul   | 2006-2007 | 2008-2009 |
| TVF Spor Lisesi      | 2009-2010 | 2010-2011 |
| Yeşilyurt Istanbul   | 2011-2012 | 2012-2013 |
| Galatasaray İstanbul | 2013-2014 | 2019-2020 |
| THY Spor Kulübü      | 2020-2021 | …         |

## Palmarès

### Équipe nationale
- Jeux européen
  - Vainqueur : 2015[2]
- Championnat du monde des moins de 23 ans
  - Vainqueur : 2017.
- Championnat d'Europe des moins de 20 ans
  - Vainqueur : 2012.
- Championnat du monde des moins de 18 ans
  - Vainqueur : 2011[3]
- Championnat d'Europe des moins de 18 ans
  - Vainqueur : 2011.

### Clubs
- Coupe de la CEV
  - Finaliste : 2016.
- Championnat de Turquie
  - Finaliste : 2017.